# The Screamers
The Screamers est un groupe américain de punk rock, originaire de Los Angeles, en Californie.

## Histoire
Les fondateurs des Screamers, Tomata du Plenty (né David Xavier Harrigan) et Tommy Gear, ont collaboré pour la première fois à Seattle en 1975, où ils forment les Tupperwares. La formation originale des Tupperwares comprenait Tommy Gear (à l'époque, sous le nom de « Melba Toast »), Tomata du Plenty et Rio de Janeiro au chant, soutenus par Pam Lillig et Ben Witz (plus tard de Girls), ainsi que Bill Rieflin (plus tard des Blackouts et de Ministry) et un adolescent Eldon Hoke (plus tard connu sous le nom de « El Duce » des Mentors).
À la fin de l'année 1976, après des menaces juridiques de la part des propriétaires de la marque Tupperware, le nom du groupe est changé en Screamers. Tomata, Tommy et Rio émigrent à Los Angeles, laissant derrière eux les autres membres du groupe. Peu après leur arrivée à Los Angeles, Rio de Janeiro quitte le groupe en raison de divergences créatives et David Brown et le batteur K. K. Barrett s'ajoutent au groupe. Brown quitte bientôt le groupe pour fonder le label punk Dangerhouse Records ; il est remplacé par Paul Roessler. Les Screamers créent une présence visuelle dans la presse avant même d'avoir joué en concert. Des photos de studio du groupe commencent à apparaître dans les magazines avant même que le groupe ne soit au complet. Le logo du groupe créé par l'artiste Gary Panter, une caricature stylisée d'une tête hurlante aux cheveux hérissés, devient l'une des images les plus reconnaissables du punk rock.
De 1977 à 1979, les Screamers font sensation dans les clubs de rock de Los Angeles, se produisant à guichets fermés au Whisky a Go Go. Ils sont le premier groupe sans contrat d'enregistrement à se produire en tête d'affiche au prestigieux Roxy sur Sunset Boulevard. Ils font également plusieurs petites tournées durant cette période, jouant à New York, au CBGB et au Hurrah, en 1978 et 1979,,.
Décrivant une représentation en juillet 1979, le critique musical Robert Hilburn du Los Angeles Times met l'accent sur « l'extraordinaire puissance de Tomata sur scène ». Selon Hilburn, « les cheveux de Tomata étaient graissés pour se tenir droit, ce qui lui donnait l'air d'un homme qui venait de mettre son doigt dans une prise électrique. Sa performance reflète l'anxiété nerveuse et implacable de quelqu'un dont les problèmes sont encore plus profonds... à la fin des 40 minutes du set, du Plenty est passé par la même désintégration de la volonté humaine que l'on associe à des livres tels que 1984. Finalement, la veste de smoking, la chemise et la cravate lui sont arrachées, le laissant symboliquement nu dans sa tentative de conserver un peu de dignité et d'individualité. Comme s'il avait été soudainement placé dans le corps d'un autre homme, il demande avec horreur : « Qui suis-je ? Qui suis-je ? » . »
Les Screamers n'ont jamais sorti un seul morceau officiel, bien que plusieurs enregistrements underground soient apparus depuis, composés de répétitions ou de bandes live. À un moment donné, le groupe a décidé de ne sortir son premier album que sous forme de vidéo (une approche très inhabituelle avant l'existence de MTV et la généralisation des magnétoscopes), et a consacré du temps et des ressources à la construction d'un petit studio de cinéma. Malgré quelques efforts irréguliers au début des années 1980, le groupe s'est effectivement dissous avant que ses projets de vidéos ne se réalisent. Roessler a rejoint l'autre groupe de « synthpunk » de L.A., Nervous Gender. Les autres membres du groupe poursuivent des carrières non musicales, bien que K.K. Barrett se soit réuni avec Roessler pour interpréter plusieurs chansons des Screamers en live à la fin de l'année 2000, en hommage à Tomata du Plenty, qui venait de mourir à San Francisco en août 2000,.

## Discographie
- 1979 : The Scream (Acetate)
- 1978 : Live In San Francisco (VHS)
- 1977 : Screamers Demo Hollywood 1977 (EP) - publiée par Superior Viaduct 2021[7]